# هيلين فرنسيس هود
هيلين فرنسيس هود (بالإنجليزية: Helen Francis Hood)‏ هي ملحنة أمريكية، ولدت في 28 يونيو 1863، وتوفيت في 22 يناير 1949.

## وصلات خارجية
- هيلين فرنسيس هود على موقع ميوزك برينز (الإنجليزية)